# Deáki Filep Pál
Deáki Filep Pál (? – Kolozsvár, 1779. január 14.) református lelkész.

## Élete
Deáki Filep József fia volt. 1748-ban atyja halálakor tanuló volt Kolozsvárt. 1761-ben az utrechti, 1762-ben a leideni egyetemen tanult. Egy időben a Wesselényi család (Wesselényi István és Daniel Polixénia) gyermekeinek a nevelője volt. Valószínűleg bátyja Idősebb Deáki Filep Sámuel halála után 1767-ben lett kolozsvári pap. 1773-ban a református főkonzisztórium a marosvásárhelyi kollégium teológiaprofesszorává nevezte ki, de ezt nem vállalta.
Ince Mihály és Verestói György tartottak fölötte gyászbeszédet.

## Munkái
- E földön mulatozó mennyei polgároknak, fényes tisztességeket… lerajzoló szomorú halotti oratzio, melyet… l. b. hadadi Vesselényi Ferencz úr… koporsóban lett tétetésekor elmondott a drági templomban 1770. ápr. 29. Kolozsvár, 1771. (Ama mennyei dicsőségben… virágzó élőknek könyve címen, más művekkel együtt.)
- Egy keresztény hazafinak igaz bölcsességéről mondott halotti oratio, m. néhai l. b. n.-váradi Intze Sámuel úrnak utólsó tisztességet tett Babuczon szept. 9. 1770. Uo. 1771.
- Az igaz hiveknek, világi életek határánál nyerendő édes és kivánatos nyugodalmok… Uo. 1775. (Vargyasi idősb Daniel István báró temetésekor 1774. máj. 29. mondott prédikáció: Az igaznak holta után is… kedves emlékezete címen Borosnyai Lukács Simeon és Kis Gergelyével együtt.)
- Az igaz ker. virtusoknak világosságával fénylő… példája, a melyet kibeszéllett és báró Dániel Polixena, b. Vesselényi István özvegyére alkalmazott Zsibón lett temettetésének szomorú alkalmatosságával. Uo. 1775.
- Siró és jajgató, de végre hathatósan meg is vigasztaltató Jésus igaz hiveinek világi sorsok. Uo. 1776. (Kemény István b. úrfinak 1772-ben véletlen történt halála felett kesergő szülőket vigasztaló beszéd. Az Isten édes atyai látogató kezei alatt… címen, Szatmári Pap Mihály és Verestói György beszédével együtt.)